# Festivitetssalongen
Festivitetssalongen är en svensk film från 1965 i regi av Stig Ossian Ericson. Filmen var hans debut som regissör och i huvudrollen som fröken Blom ses Lena Granhagen.
Ericson skrev även filmens manus. Producent var Göran Lindgren, fotograf Rune Ericson och klippare Ingemar Ejve. Musiken gjordes av Georg Riedel och Erik Nordgren. Filmen hade premiär den 26 juli 1965 på biograferna Royal och Alcazar i Stockholm.
Filmen spelades in i december 1964 och januari 1965 i Filmstaden Råsunda. Slutscenerna vid Katarina kyrka togs dock först i maj 1965. År 1967 lanserades filmen i Norge.

## Handling
Fröken Blom (Lena Granhagen) bor i ett litet rum i stadens festivitetssalong. Hon besöks av tre äldre herrar (Georg Rydeberg, Toivo Pawlo och Allan Edwall) samt en ung journalist (Gösta Ekman den yngre) och lyssnar tålmodigt på deras livshistorier.
En kväll påträffas en av de äldre herrarna död i badkaret och fröken Blom misstänks genast ha mördat honom. När polisen ska rekonstruera mordet i badkaret, sänker man ner den döde i det iskalla vattnet och denne vaknar då till liv. Filmen slutar lyckligt med att alla medverkande blir gifta eller förlovade med varandra.

## Om filmen
Festivitetssalongen har visats i SVT vid ett flertal tillfällen, bland annat 1996 och i januari 2019.

## Rollista
- Lena Granhagen – fröken Blom
- Gösta Ekman	– Blom, journalist
- Allan Edwall – läkaren
- Georg Rydeberg – värden Bergkvist
- Toivo Pawlo – överste Grip
- Sigge Fürst – redaktören
- Nils Fritz – kollegan
- Maude Adelson – redaktörens dotter
- Agneta Prytz – överste Grips syster
- Sten Ardenstam – Olle, slaktare
- Curt Ericson – kompisen
- Rolf Bengtsson – polischef
- Sonja Kolthoff – hushållare
- Stig Ossian Ericson – präst

## Mottagande
Filmen möttes av mestadels goda recensioner. De flesta anmälare ansåg den vara rolig och berömde även skådespelarinsatserna. Kritik riktades dock mot regissören Stig Ossian Ericson som man ansåg vara alltför teatralisk i sitt framställande.

## DVD
Filmen gavs ut på DVD 2011.